# Grampound with Creed
 (septembre 2023).
Pour l’article homonyme, voir Grampound Road.
Grampound with Creed est une paroisse civile des Cornouailles, en Angleterre.
Les deux principaux lieux de la paroisse sont Grampound et le plus petit village de Creed.